# Dungeon Siege
Dungeon Siege (literalment en anglès El setge de la masmorra) és un videojoc de rol de Gas Powered Games distribuït per Microsoft Game Studios. El creador, Chris Taylor, va mostrar el primer estat de desenvolupament de Dungeon Siege a l'E³. El joc va estrenar-se el 2002. Un any més tard Gas Powered Games i Mad Doc Software desenvoluparen una expansió independent per al joc, anomenada Dungeon Siege: Legends of Aranna.

## Argument
El jugador participa en una aventura per salvar les terres d'Ehb de les forces del mal. El jugador seguirà el personatge principal des d'un inici humil com a pagès fins al seu destí final com un poderós heroi (o heroïna). Amb el progrés del joc poden unir-se altres aventurers al personatge principal, els quals el jugador també pot controlar. La història està basada en un món medieval de fantasia amb una diversa varietat geogràfica en ambients tant oberts com tancats.

## Sistema del joc
La mecànica del joc és una mescla de gestió tàctica pausada i d'acció tipus apuntar i fer clic. Aquesta mecànica és molt semblant a la d'alguns dels darrers videojocs de la sèrie Ultima i en menor mesura a la de RPGs d'acció com a Diablo o a videojocs de rol anteriors com Nox. L'argument de Dungeon Siege és molt lineal i fa introduir el jugador en moltes batalles, cosa que dona al joc un cert aspecte de videojoc de plataformes del gènere beat 'em up.